# Orange Caramel
Orange Caramel (coréen : 오렌지 캬라멜) est la première sous-unité du girl group sud-coréen After School lancé par Pledis Entertainment en 2010. L'unité est composée de Nana, Raina et Lizzy. Le concept d'Orange Caramel est le Candy Culture (ce qui implique un style mignon et coloré).
Bien que le groupe n'ait jamais fait aucune annonce de séparation, sa dernière apparition publique remonte à avril 2016 lors du Cultwo Show 10th Anniversary: Legend Concert de SBS. Depuis lors, les trois membres ont quitté le label Pledis Entertainment.

## Discographie

### Albums studios
| Titre                                                                              | Détails de l'album                                                                                           | Meilleures positions | Meilleures positions | Ventes                                       |
| Titre                                                                              | Détails de l'album                                                                                           | COR                  | JPN                  | Ventes                                       |
| Coréen                                                                             | Coréen | Coréen               | Coréen               | Coréen                                       |
| ---------------------------------------------------------------------------------- | --- | -------------------- | -------------------- | -------------------------------------------- |
| Lipstick                                                                           | - Date de sortie : 12 septembre 2012 - Label : Pledis Entertainment - Formats : CD, téléchargement numérique | 3                    | 92                   | - COR : plus de 15 324 - JPN : plus de 2 187 |
| Japonais                                                                           | |                      |                      |                                              |
| Orange Caramel                                                                     | - Date de sortie : 13 mars 2013 - Label : Avex Trax - Formats : CD, téléchargement numérique                 | —                    | 21                   | - JPN : plus de 7 732                        |
| "—" signifie que l'album ne s'est pas classé ou n'est pas sorti dans cette région. | |                      |                      |                                              |

### Extended plays
| Titre                                                                              | Détails | Meilleure position | Ventes                |
| Titre                                                                              | Détails | COR                | Ventes                |
| ---------------------------------------------------------------------------------- | --- | ------------------ | --------------------- |
| The First Mini Album                                                               | - Date de sortie : 17 juin 2010 - Labels : Pledis Entertainment, KT Music - Formats : CD, téléchargement numérique               | 2                  | - COR : plus de 3 257 |
| The Second Mini Album                                                              | - Date de sortie : 18 novembre 2010 - Labels : Pledis Entertainment, LOEN Entertainment - Formats : CD, téléchargement numérique | 10                 | - COR : plus de 4 986 |
| "—" signifie que l'album ne s'est pas classé ou n'est pas sorti dans cette région. | |                    |                       |

### Singles
| Année                                                                                 | Titre                                                                                 | Meilleures positions | Meilleures positions | Meilleures positions | Meilleures positions | Meilleures positions | Ventes                                                    | Album                         |
| Année                                                                                 | Titre                                                                                 | COR Gaon Digital     | COR Gaon Album       | COR Billboard        | JPN Oricon           | JPN Billboard        | Ventes                                                    | Album                         |
| Coréen                                                                                | Coréen                                                                                | Coréen               | Coréen               | Coréen               | Coréen               | Coréen               | Coréen                                                    | Coréen                        |
| ------------------------------------------------------------------------------------- | ------------------------------------------------------------------------------------- | -------------------- | -------------------- | -------------------- | -------------------- | -------------------- | --------------------------------------------------------- | ----------------------------- |
| 2010                                                                                  | "Magic Girl" (마법소녀)                                                               | 18                   | —                    | —                    | —                    | —                    | - COR : plus de 1 488 907 (DL)                            | The First Mini Album          |
| 2010                                                                                  | "A-ing"                                                                               | 5                    | —                    | —                    | —                    | —                    | - COR : plus de 958 319 (DL)                              | The Second Mini Album         |
| 2011                                                                                  | "Bangkok City"                                                                        | 3                    | 3                    | —                    | —                    | —                    | - COR : plus de 7 966 (CD) - COR : plus de 1 789 391 (DL) | Bangkok City                  |
| 2011                                                                                  | "Shanghai Romance"                                                                    | 8                    | 6                    | 7                    | —                    | —                    | - COR : plus de 8 084 (CD) - COR : plus de 1 688 047 (DL) | Shanghai Romance              |
| 2011                                                                                  | "Funny Hunny"                                                                         | 8                    | —                    | 10                   | —                    | —                    | - COR : plus de 980 911 (DL)                              | Cho Young Soo's All Star 2011 |
| 2012                                                                                  | "Lipstick"                                                                            | 5                    | —                    | 2                    | —                    | —                    | - COR : plus de 1 797 110 (DL)                            | Lipstick                      |
| 2012                                                                                  | "Lipstick DJ Remix"                                                                   | —                    | —                    | —                    | —                    | —                    |                                                           | Non issu d'un album           |
| 2012                                                                                  | "Dashing Through the Snow in High Heels" (흰눈 사이로 하이힐 타고) (featuring NU'EST) | 25                   | —                    | 16                   | —                    | —                    | - COR : plus de 212 196 (DL)                              | Non issu d'un album           |
| 2013                                                                                  | "Hug Song" (안아줘요) (avec 10cm)                                                     | 14                   | —                    | 12                   | —                    | —                    | - COR : plus de 267 340 (DL)                              | Re;code Episode IV            |
| 2014                                                                                  | "Catallena"                                                                           | 6                    | 5                    | 4                    | —                    | —                    | - COR : plus de 7 907 (CD) - COR : plus de 1 011 000 (DL) | Catallena                     |
| 2014                                                                                  | "Abing Abing"                                                                         | 18                   | —                    | 19                   | —                    | —                    | - COR : plus de 197 141 (DL)                              | Pas de sortie d'album         |
| 2014                                                                                  | "My Copycat" (나처럼 해봐요)                                                          | 19                   | 8                    | —                    | —                    | —                    | - COR : plus de 6 212 (CD) - COR : plus de 243 813 (DL)   | My Copycat                    |
| Japonais                                                                              |                                                                                       |                      |                      |                      |                      |                      |                                                           |                               |
| 2012                                                                                  | "Yasashii Akuma"                                                                      | —                    | —                    | —                    | 10                   | 23                   | - JPN : plus de 13 739 (CD)                               | Orange Caramel                |
| 2012                                                                                  | "Lipstick / Lamu no Love Song"                                                        | —                    | —                    | —                    | 12                   | 96                   | - JPN : plus de 12 235 (CD)                               | Orange Caramel                |
| "—" signifie que le morceau ne s'est pas classé ou n'est pas sorti dans cette région. |                                                                                       |                      |                      |                      |                      |                      |                                                           |                               |

### Autres chansons classées
| Année                                                                                 | Titre                                        | Meilleures positions | Meilleures positions | Album                             |
| Année                                                                                 | Titre                                        | COR Gaon             | COR Billboard        | Album                             |
| ------------------------------------------------------------------------------------- | -------------------------------------------- | -------------------- | -------------------- | --------------------------------- |
| 2010                                                                                  | "Love Does Not Wait" (사랑을 미룰 순 없나요) | 192                  | —                    | The First Mini Album              |
| 2010                                                                                  | "Not Yet..." (아직...)                       | 74                   | —                    | The Second Mini Album             |
| 2011                                                                                  | "Close Your Eyes" (눈을 감아)                | 145                  | —                    | Lipstick                          |
| 2012                                                                                  | "Milkshake"                                  | 198                  | —                    | Lipstick                          |
| 2014                                                                                  | "So Sorry"                                   | 106                  | 52                   | Catallena                         |
| 2014                                                                                  | "Cried Uncontrollably" (미친 듯이 울었어)    | 118                  | 54                   | Catallena                         |
| 2014                                                                                  | "Tonight"                                    | 88                   | —                    | It's Okay, That's Love OST Part 8 |
| "—" signifie que le morceau ne s'est pas classé ou n'est pas sorti dans cette région. |                                              |                      |                      |                                   |

## Récompenses et nominations

### Seoul Music Awards
| Année | Catégorie        | Travail nommé  | Résultat   |
| ----- | ---------------- | -------------- | ---------- |
| 2012  | Bonsang Award    | Orange Caramel | Nomination |
| 2012  | Popularity Award | Orange Caramel | Nomination |
| 2013  | Bonsang Award    | "Lipstick"     | Nomination |
| 2013  | Popularity Award | "Lipstick"     | Nomination |

### MelOn Music Awards
| Année | Catégorie | Travail nommé | Résultat   |
| ----- | --------- | ------------- | ---------- |
| 2014  | Best Song | "Catallena"   | Nomination |

### SBS MTV Best of the Best
| Année | Catégorie              | Travail nommé  | Résultat   |
| ----- | ---------------------- | -------------- | ---------- |
| 2012  | Best Comic Video       | "Lipstick"     | Lauréat    |
| 2012  | Best Rival (vs Secret) | Orange Caramel | Nomination |

### Korean Visual Arts Festival
| Année | Catégorie        | Travail nommé  | Résultat |
| ----- | ---------------- | -------------- | -------- |
| 2010  | Photogenic Award | Orange Caramel | Lauréat  |

### Billboard's Girl Group Week
| Année | Catégorie                   | Travail nommé  | Résultat   |
| ----- | --------------------------- | -------------- | ---------- |
| 2014  | Most Underrated Girl Group, | Orange Caramel | Nomination |
| 2015  | Most Underrated Girl Group, | Orange Caramel | Lauréat    |

### MTN Broadcast Advertising Award Ceremony
| Année | Catégorie               | Travail nommé  | Résultat |
| ----- | ----------------------- | -------------- | -------- |
| 2014  | The Women CM Star Award | Orange Caramel | Lauréat  |